# Le Pressoir (Pottier)
Pour les articles homonymes, voir Pressoir (homonymie).
Le Pressoir est un poème d'Eugène Pottier écrit à propos de la Commune de Paris. Il a été mis en musique par Max Rongier.

## Interprètes
- Armand Mestral dans l'album La Commune en chantant, mis en musique par Max Rongier. Collectif. Disque vinyle double LP 33 Tours, 1971 - AZ STEC LP 89 – Réédition CD 1988 – Disc AZ.